# Antoine Mourès
Antoine Mourès, né à Tallard le 2 novembre 1827 et mort à Gap le 22 novembre 1887, est un éditeur et imprimeur en Égypte entre 1858 et 1885.

## Biographie
Antoine Mourès fait sa formation d'imprimeur chez Allier à Gap, puis au Sémaphore de Marseille. Son beau-frère, Jean-Baptiste Monnier, ingénieur des Sucreries en construction de la Sté Cail en Égypte, l'invite à venir en Égypte pour y être imprimeur, en 1857.
Il entre comme prote à l'Imprimerie Pennasson (la seule à Alexandrie) mais rapidement crée son propre établissement avec Perrin, puis y devient seul propriétaire, au n° 3 place Sainte Catherine. Rapidement il imprime les documents de l'Institut d'Égypte qui le font connaître.
En 1862 il est choisi pour rénover et relancer l'Imprimerie officielle de Boulaq au Caire- tout en conservant son Imprimerie d'Alexandrie. En 1863, Mariette lui confie ses travaux. Il en deviendra le principal éditeur. Il ouvrira également une imprimerie au Caire en 1871. Il revendra son imprimerie d'Alexandrie en 1885.Ses fils Antoine et Fernand seront aussi imprimeurs à Alexandrie et au Caire par la suite.
Il publie de nombreux ouvrages, "Album du Musée de Boulaq" en 1872 et surtout en 1878, le Voyage en Haute Égypte, premier imprimé en Égypte avec des caractères hiéroglyphiques (20 ans avant l'IFAO). Il sera primé pour cela. De 1881 à 1885, il devient directeur technique de l'« Imprimerie officielle de Boulaq » qu'il transformera en « Imprimerie Nationale » et qui éditera le Journal Officiel, qui faisait suite au Moniteur.
Il rentre en France où il décède en 1887.
Il était le beau-père de Jules Munier et le grand-père de Henri Munier.
Une rue de Tallard, dans les Hautes-Alpes, porte son nom dans le centre-ville.

## Sources
- Pierre Giffard, Les Français en Égypte, Paris, Havard, 1883, p. 41
- Albert Geiss, Histoire de l'Imprimerie en Égypte, Bulletin de l'Institut d'Égypte, 1908, 5e série, T II
- Jean-Jacques Luthi, Introduction à la littérature d'expression française en Égypte, 1798-1945 Ed de L'École, Paris, 1974
- Jean Grosdidier de Matons, Antoine Mourès, Tallardien méconnu, Bulletin de la Sté d'Etudes des Htes Alpes, 1981